# Pascal Gourville
Pascal Gourville (* 12. Januar 1975) ist ein ehemaliger mauretanischer Fußballspieler.

## Karriere
Gourville begann seine Karriere bei Montereau und spielte bei anschließend bei fünf verschiedenen Vereinen in Frankreich, unter anderem bei Le Mans FC. 2010 beendete er seine Karriere. Gourville wurde in Saint-Denis geboren, einer Insel in Réunion, die zu Frankreich gehört, doch da er mauretanische Vorfahren hat, entschied er sich, für Mauretanien zu spielen und bestritt zehn Spiele für die Nationalmannschaft.